# Last Desire/Ignis Memory
「Last Desire/Ignis Memory」（ラスト・ディザイア/イグニス・メモリー）は、黒崎真音の楽曲。2017年3月22日にKey Sounds Labelから発売された。

## 概要
シングル曲としては「VERMILLION」以来約4ヵ月ぶりのリリースとなった。「Last Desire」は『Rewrite 2ndシーズン』のオープニングテーマ、「Ignis Memory」は『Rewrite IgnisMemoria』のオープニングテーマソングとして使用された。
CDジャーナルは「折戸伸治によるスケールの大きな楽曲が、黒崎真音の伸びやかなハイ・トーン・ヴォイスでさらに迫力あるドラマティックな仕上がりに」と評価している。

## 収録内容
| 全作詞: 魁、全作曲: 折戸伸治、全編曲: 重永亮介。 |                                                                        |       |            |      |
| #                                                | タイトル                                                               | 作詞  | 作曲・編曲 | 時間 |
| 1.                                               | 「Last Desire」(テレビアニメ『Rewrite 2ndシーズン』オープニングテーマ) | 魁    | 折戸伸治   | 4:10 |
| 2.                                               | 「Ignis Memory」(『Rewrite IgnisMemoria』オープニングテーマソング)     | 魁    | 折戸伸治   | 4:56 |
| 3.                                               | 「Last Desire」(TVsize)                                                | 魁    | 折戸伸治   | 1:35 |
| 4.                                               | 「Last Desire」(instrumental)                                          | 魁    | 折戸伸治   | 4:10 |
| 5.                                               | 「Ignis Memory」(instrumental)                                         | 魁    | 折戸伸治   | 4:55 |
| 合計時間:                                        | 合計時間:                                                              | 19:46 |            |      |